# Perizoma versatilis
Perizoma versatilis är en fjärilsart som beskrevs av Paul Dognin 1911. Perizoma versatilis ingår i släktet Perizoma och familjen mätare. Inga underarter finns listade i Catalogue of Life.